# La Bañeza
La Bañeza ist eine nordspanische Kleinstadt und eine Gemeinde (municipio) mit 10.023 Einwohnern (Stand: 2024) im Süden der Provinz León in der Autonomen Gemeinschaft Kastilien-León.

## Lage und Klima
Die Stadt La Bañeza liegt bei der Einmündung des Río Tuerto in den Río Órbigo in einer Höhe von etwa 770 m. Knapp 28 km (Fahrtstrecke) trennen den Ort von der nordwestlich gelegenen Stadt Astorga; bis nach León sind es gut 50 km in nordöstlicher Richtung. Das Klima ist gemäßigt bis warm; Regen (ca. 520 mm/Jahr) fällt überwiegend im Winterhalbjahr.

## Bevölkerungsentwicklung
| Jahr      | 1857  | 1900  | 1950  | 2000   | 2019   |
| Einwohner | 3.106 | 3.360 | 7.020 | 10.404 | 10.338 |

Aufgrund der zunehmenden Mechanisierung der Landwirtschaft, der Aufgabe bäuerlicher Kleinbetriebe und dem daraus entstandenen Mangel an Arbeitsplätzen wanderten viele Familien und Einzelpersonen seit Beginn des 20. Jahrhunderts in die Städte ab (Landflucht). Zur Gemeinde gehören auch die Weiler (pedanías) San Mamés de la Vega und Santiago de la Valduerna mit jeweils ca. 100 Einwohnern.

## Wirtschaft
An erster Stelle im Wirtschaftsleben der Gemeinde steht traditionell die ursprünglich zur Selbstversorgung betriebene Landwirtschaft. Auf den Feldern wurden Weizen, Gerste, Wein etc. kultiviert; die Hausgärten lieferten Gemüse und Kartoffeln. Heute spielen Betriebe der Konservierungs- und Verpackungsindustrie sowie der Dienstleistungssektor wichtige Rollen im Wirtschaftsleben der Stadt.

## Geschichte
Im Altertum siedelten Kelten vom Stamm der Asturer in der Gegend, die in den Jahren zwischen 29 und 19 v. Chr. von den Römern erobert wurde. Sie lag an einer nicht unwichtigen Straßenverbindung vom zentralspanischen Hochland (meseta) mit den Städten Salamanca, Zamora, Medina del Campo u. a. nach Galicien. Im 5. Jahrhundert fand in der Nähe von La Bañeza eine Schlacht zwischen den Westgoten und Sueben statt, aus der die Westgoten zwar als Sieger hervorgingen, in der Folgezeit jedoch weiter nach Süden wanderten. Im 8. Jahrhundert drangen arabisch-maurische Heere bis in den Norden der Iberischen Halbinsel vor, doch bereits um die Mitte des 9. Jahrhunderts wurden sie von den Christen unter der Führung des Grafen Gatón del Bierzo bis an die Duero-Grenze zurückgeworfen (reconquista); danach wurde eine intensive Wiederbesiedlungspolitik (repoblación) betrieben. Nur die Vorstöße Almansors sorgten kurz vor der Jahrtausendwende noch einmal für Unruhe. Im Mittelalter – besonders nach der Vereinigung der Königreiche Kastilien und León im Jahr 1230 – war Bañesa ein bedeutendes Handels- und Wirtschaftszentrum.

## Sehenswürdigkeiten

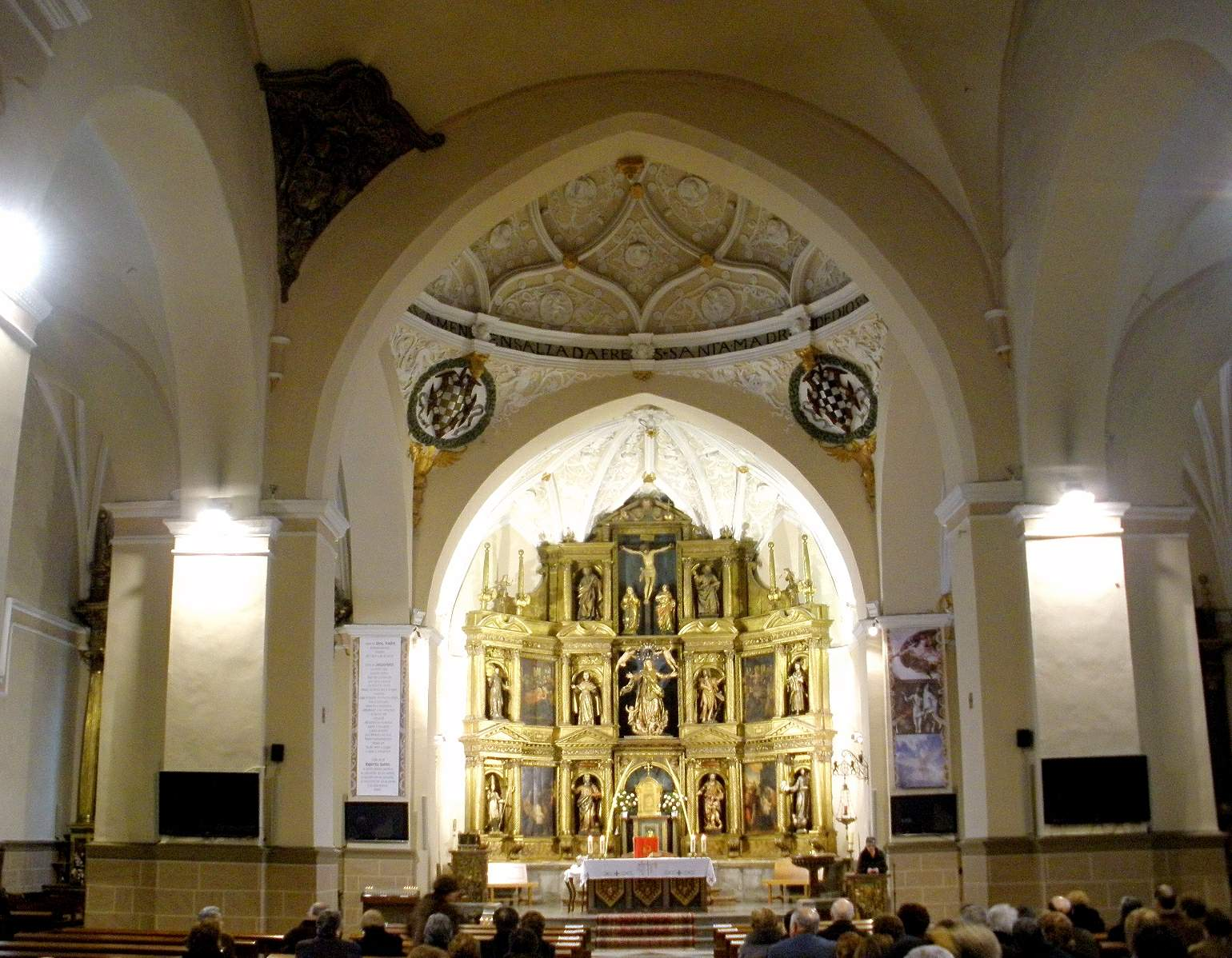
Iglesia de Santa María

- Die Ursprünge der Iglesia de San Salvador liegen im 9. Jahrhundert; sie wurde während der Feldzüge Almansors zerstört, aber im 11. Jahrhundert als dreischiffige Kirche neuerbaut. Im Innern befindet sich ein barockes Altarretabel (retablo).[5]
- Die ebenfalls dreischiffige Iglesia de Santa María entstand im 16./17. Jahrhundert an der Stelle eines mittelalterlichen Vorgängerbaus. Im Jahr 1894 fiel das Obergeschoss des ab dem Jahr 1750 erbauten Glockenturms (campanario) einem Brand zum Opfer. Im Innern der Kirche beeindrucken das barocke Altarretabel sowie mehrere Leinwandbilder.[6]
- Die Capilla de Nuestra Señora de las Angustias y Soledad ist zu einem kleinen Museum für religiöse Kunst umgestaltet worden.[7]
- Das alte Hospital und die Capilla de la Vera Cruz stammen aus dem 16. Jahrhundert.[8]
- Das Stadtzentrum ist geprägt durch zahlreiche Bauten im Stil der spanischen Gründerzeit (modernismo). Das Rathaus (ayuntamiento) stammt aus dem Jahr 1909.